# Tayc
Tayc, pseudonimo di Julien Franck Bouadjie Monono Kamgang (Marsiglia, 2 maggio 1996), è un cantante e rapper francese di origini camerunesi.

## Biografia
Tayc ha raggiunto la fama col primo album in studio Nyxia, classificatosi all'interno della Top Albums del Syndicat national de l'édition phonographique. Sono seguiti i dischi Nyxia: Tome II e Nyxia: Tome III (2019), anch'essi entrati nella suddetta classifica.
Ha conseguito il suo miglior piazzamento in classifica con Fleur froide (2020), arrivato in 3ª posizione in Francia, in 6ª in Vallonia e 13ª nella Schweizer Hitparade. Il disco, certificato diamante, contiene le tracce Le temps, N'y pense plus e Qui, anch'esse diamante con oltre 300 000 unità equivalenti.
È stato candidato agli MTV Europe Music Awards per il riconoscimento al miglior artista francese per due anni consecutivi, uno nel 2021 e l'altro nel 2022. Nell'ambito dei BET Awards, invece, ha ricevuto la nomination per il premio al miglior artista internazionale.

## Discografia

### Album in studio
- 2020 – Fleur froide
- 2024 – Héritage (con Dadju)

### Mixtape
- 2017 – Alchemy
- 2018 – H.E.L.I.O.S
- 2019 – Nyxia
- 2019 – Nyxia: Tome II
- 2019 – Nyxia: Tome III

### EP
- 2023 – Room 96
- 2024 – Testimony

### Singoli
- 2017 – Elle a dit non (con DJ Sad)
- 2017 – Baby Motion
- 2017 – Petit cœur
- 2018 – Marabout
- 2018 – Nelly
- 2018 – Makossa
- 2018 – Huis clos
- 2018 – Pleure pas trop
- 2018 – À deux
- 2018 – Palavra
- 2019 – Pas prête
- 2019 – OG (con Titai)
- 2020 – Léwé
- 2020 – N'y pense plus
- 2020 – Camille
- 2020 – Melody (con Gracy Hopkins)
- 2020 – Pour nous (con Vegedream)
- 2020 – Ride (feat. Leto)
- 2020 – No
- 2020 – Comme toi
- 2021 – Leggo (con Serge Ibaka)
- 2021 – Dis moi comment
- 2021 – Voyou (con Niro)
- 2021 – Official (con Rohff)
- 2022 – Sorry Not Sorry (con Jok'Air)
- 2022 – Va bene (con Soolking, Jul e Naza)
- 2022 – Sans effet
- 2022 – Laisse moi te dire (con No Limit e Hamza)
- 2022 – Ohna (con Camille Lellouche)
- 2022 – Tes nuits (con Joyca)
- 2022 – No No No (con Jason Derulo)
- 2022 – Ne doute pas (con Marjinal)
- 2022 – Encore là (con Alonzo)
- 2022 – Anogo
- 2023 – Carry Me
- 2023 – London Fever
- 2023 – Love Me
- 2023 – Lova
- 2023 – Makila: Wablé (con Dadju)
- 2023 – I Love You (con Dadju)
- 2024 – OMT
- 2024 – Longue vie (con Dadju)
- 2024 – Dis-le moi (con i Calema)
- 2024 – Poseidon
- 2024 – J'æ aççepté (con Genezio)
- 2024 – Joli cœur (con Candice)
- 2024 – Pray (con Davido)
- 2025 – Aimer à moitié (con i Calema)
- 2025 – Girlfriend (con Wegz)
- 2025 – Promets-le moi
- 2025 – Ma lady